# Jesse Wharton
Jesse Wharton (Covesville, 1782. július 29. – Nashville, 1833. július 22.) az Amerikai Egyesült Államok szenátora (Tennessee, 1814–1815).